# Vlna veder

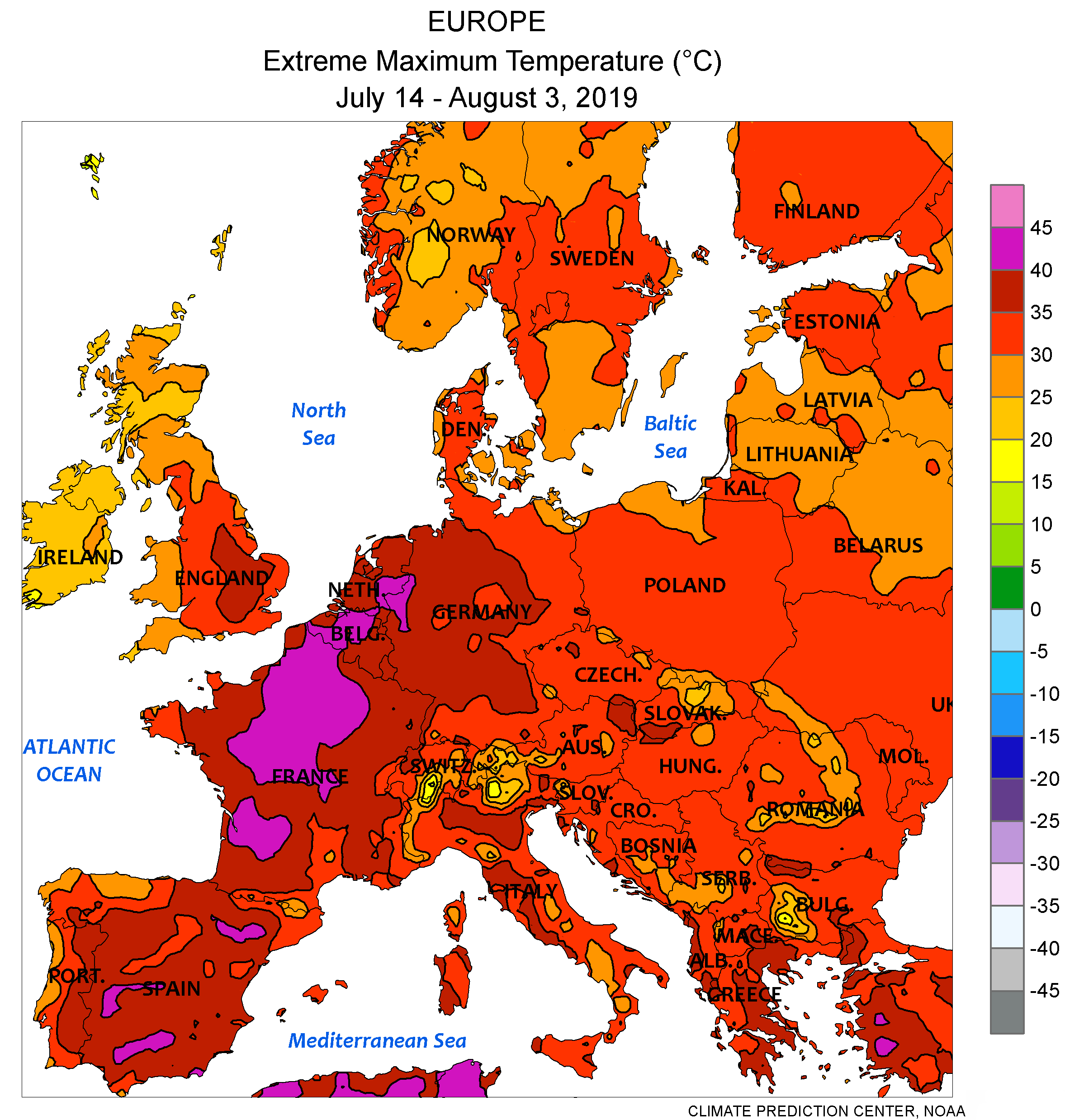
Extrémní vedra v Evropě v červenci 2019

Vlna veder je období nadměrně horkého počasí, které může být doprovázeno vysokou vlhkostí vzduchu, zejména v zemích s oceánským podnebím. I když se definice liší, vlna veder se obvykle měří vzhledem k obvyklému počasí v dané oblasti a vzhledem k běžným teplotám v daném ročním období. Teploty, které lidé z teplejších klimatických oblastí považují za normální, mohou být v chladnější oblasti nazývány vlnou veder, pokud se vymykají běžnému klimatu pro danou oblast.
Termín se používá jak pro výkyvy horkého počasí, tak pro mimořádná období veder, která se mohou vyskytnout pouze jednou za století. Silné vlny veder způsobily v minulosti katastrofální neúrodu, tisíce úmrtí na hypertermii a rozsáhlé výpadky elektřiny v důsledku zvýšeného používání klimatizace. Vlna veder je považována za extrémní počasí, které může být přírodní katastrofou a nebezpečím, protože teplo a sluneční záření mohou přehřát lidský organismus. Vlny veder lze obvykle předpovědět několik dnů předem, takže je možné vydat včas varovný signál.

## Definice
Neexistuje všeobecně uznávaná standardní definice pojmu vlna veder.
Definice založená na době trvání vlny veder podle Fricha a kol. říká, že vlna veder nastává, když maximální denní teplota více než pět po sobě jdoucích dnů překročí průměrnou maximální teplotu o 5 °C, přičemž pro srovnání je používáno období 1961–1990.
Formální, recenzovaná definice z Glossary of Meteorology zní: „Období abnormálně a nepříjemně horkého a obvykle vlhkého počasí.“
Světová meteorologická organizace definuje vlnu veder jako pět nebo více po sobě jdoucích dnů dlouhotrvajících veder, kdy je maximální denní teplota vyšší než průměrná maximální teplota o 5 °C nebo více.

## Vznik
Vlny veder vznikají, když tlaková výše ve výšce 3 000–7 600 metrů) zesílí a zůstává nad oblastí několik dní až několik týdnů. To se běžné stává v létě (na severní i jižní polokouli), protože tryskové proudění „následuje slunce“. Na rovníkové straně tryskového proudění, ve vyšších vrstvách atmosféry, se nachází oblast vysokého tlaku.
V létě se počasí obecně mění pomaleji než v zimě. V důsledku toho se tato tlaková výše pohybuje také pomalu. Pod tlakovou výší vzduch klesá (klesá) směrem k povrchu Země, adiabaticky se ohřívá a vysouší, což brzdí konvekci a brání vzniku oblačnosti. Snížení oblačnosti zvyšuje krátkovlnné záření dopadající na povrch. Nízký tlak při povrchu vede k přízemnímu větru z nižších zeměpisných šířek, který přináší teplý vzduch, který zesiluje oteplování. Případně může přízemní vítr vanout z horkého vnitrozemí kontinentu směrem k pobřežní zóně, což tam vede k vlnám horka, nebo z vysokých nadmořských výšek směrem k nízkým nadmořským výškám, čímž se zesiluje srážení, a tedy adiabatické oteplování.
Na východě Spojených států se vlna veder může objevit, když se systém vysokého tlaku vzduchu s původem v Mexickém zálivu ustálí těsně u atlantického pobřeží (obvykle známý jako Bermudská tlaková výše). Nad Mexickým zálivem a Karibským mořem se tvoří horké vlhké vzduchové hmoty, zatímco nad pouštním jihozápadem a severním Mexikem se tvoří horké suché vzduchové hmoty. Jihovýchodní větry na zadní straně této výšiny nadále proudí horký a vlhký vzduch z Perského zálivu směrem na severovýchod, což má za následek horké a vlhké počasí na většině území východních států USA.
V provincii Západní Kapsko v Jihoafrické republice může dojít k vlně veder, když se spojí tlaková níže na moři a tlaková výše ve vnitrozemí a vytvoří tzv. Bergwind. Vzduch se při sestupu z vnitrozemí Karru ohřívá a teplota se od vnitrozemí k pobřeží zvýší asi o 10 °C. Vlhkost vzduchu je obvykle velmi nízká a teploty mohou v létě přesáhnout 40 °C. Nejvyšší oficiálně zaznamenaná teplota v Jihoafrické republice (51,5 °C) byla zaznamenána jednoho léta během jevu Bergwind, který se vyskytoval podél pobřeží Východního Kapska.
Globální oteplování zvyšuje pravděpodobnost výskytu extrémních meteorologických jevů, jako jsou vlny veder, mnohem více než mírnějších jevů. Ve městech hraje v nárůstu vln veder větší roli pokles množství aerosolů v ovzduší, než nárůst skleníkových plynů.

## Zdravotní důsledky
Index vedra je měřítkem toho, jakým způsobem vnímáme vysoké teploty – velkou roli zde hraje relativní vlhkost vzduchu.
Při vysokých teplotách snadno dochází k hypertermii, známé také jako úpal. Starší dospělí, velmi malé děti a osoby nemocné nebo s nadváhou jsou vystaveni vyššímu riziku onemocnění z horka. Chronicky nemocní a starší lidé často užívají léky na předpis (např. diuretika, anticholinergika, antipsychotika a antihypertenziva), které narušují schopnost organismu odvádět teplo.
Tepelný edém se projevuje jako přechodný otok rukou, nohou a kotníků a je obvykle sekundární v důsledku zvýšené sekrece aldosteronu, který zvyšuje retenci vody. V kombinaci s periferní vazodilatací a žilní stází dochází k hromadění nadbytečné tekutiny v závislých oblastech končetin. Tepelný edém obvykle odezní během několika dnů poté, co se pacient aklimatizuje na teplejší prostředí.
Vyrážka z horka je makulopapulózní vyrážka doprovázená akutním zánětem a zablokovanými potními kanálky. Potní kanálky mohou být rozšířené a nakonec mohou prasknout, čímž se vytvoří malé pruritické puchýřky na erytematózním podkladu. Vyrážka z horka postihuje oblasti těla zakryté těsným oděvem. Pokud trvá delší dobu, může vést ke vzniku chronické dermatitidy nebo sekundární bakteriální infekce.
Křeče z horka jsou bolestivé, často silné, mimovolní křeče velkých svalových skupin. Jsou způsobeny ztrátou sodíku a někdy i draslíku a hořčíku z důvodu nadměrné fyzické aktivity při vysokých teplotách vzduchu (nad 38 °C). Objevují se u manuálně pracujících dělníků, u vysokohorských turistů a u dalších osob nepřizpůsobených horkému suchému prostředí, kde je silné pocení takřka nezjistitelné. Nástup je často náhlý, velmi bolestivé kontrakce postihují zejména svalstvo namáhaných končetin. Postihnou-li křeče jen břišní svaly, může bolest simulovat náhlou příhodu břišní.
Mdloby z horka souvisí s působením tepla, které vyvolává ortostatickou hypotenzi. Tato hypotenze může urychlit téměř synkopální příhodu. Předpokládá se, že mdloba z horka je důsledkem intenzivního pocení, které vede k dehydrataci, po níž následuje periferní vazodilatace a snížený návrat žilní krve při snížené vazomotorické kontrole.
Vyčerpání z horka je považováno za předstupeň úpalu (hypertermie). Může se dokonce podobat úpalu s tím rozdílem, že neurologické funkce zůstávají neporušené. Vyčerpání z horka se vyznačuje nadměrnou dehydratací a úbytkem tekutin. Příznaky mohou zahrnovat průjem, bolest hlavy, nevolnost a zvracení, závratě, tachykardii, malátnost a myalgii.

### Úmrtnost
Největší počet úmrtí souvisejících s horkem je soustředěno do velkoměst mírných a subtropických oblastí, ohroženými skupinami jsou zvláště starší lidé, malé děti a dlouhodobě nemocní lidé. Většina úmrtí je spojena se zhoršením chronického onemocnění. Ve Spojených státech jsou vlny veder nejčastější příčinou smrti vlivem povětrnostních jevů. V letech 1992–2001 zemřelo ve Spojených státech v důsledku nadměrného horka 2 190 lidí, zatímco v důsledku povodní 880 a hurikánů 150.[26] Průměrný roční počet úmrtí přímo způsobených vedrem ve Spojených státech je asi 400.